# Indiguirka
L'Indiguirka  (en russe : Индигирка) est un fleuve du nord-est de la Sibérie, en république de Sakha, en Russie. Long de 1 726 km, son bassin versant couvre une superficie de 360 000 km2. Son débit moyen est de 1 850 m3/s. Le fleuve se jette dans la mer de Sibérie orientale qui fait partie de l'océan Arctique.

## Géographie
L'Indiguirka prend sa source de la confluence des rivières Touora-Iouriakh et Taryne-Iouriakh dans les monts Khalkan. Son cours prend la direction du nord pour franchir le plateau d'Oïmiakon, il traverse le village d'Oïmiakon (lieu habité le plus froid de la planète) pour  parvenir aux monts Tcherski, il franchit ce dernier massif par une longue vallée étroite et sinueuse. Le fleuve poursuit son cours vers le nord, franchit le cercle polaire puis passe les monts de la Moma, il débouche alors sur la plaine de Sibérie orientale puis se jette dans la mer de Sibérie orientale en formant un delta particulièrement important.
Un pont enjambe le fleuve à Oust-Nera. À deux reprises l'Indighirka cesse d'être navigable. Dans le voisinage de Oust-Nera circulent des bateaux de petite taille. Après une zone de rapides qui s'achève à Moma, les navires de grande taille peuvent naviguer jusqu'à l'embouchure.

### Bassin versant
Les bassins versants voisins sont à l'est l'Alazeïa, au sud-est la Kolyma, au sud l'Okhota, au sud-ouest et à l'ouest l'Iana, au nord l'océan Arctique

## Affluents
Les principaux affluents de l'Indiguirka sont (d'amont en aval) :
- L'Elgi (rive gauche)
- La Nera (rive gauche)
- La Moma (rive droite)
- Le Selenniakh (rive gauche)
- La Badiarikha (rive droite)
- L'Ouïandina (rive gauche)
- L'Allaïkha (rive gauche)
- Le Berelekh (rive gauche)

## Hydrologie
L'Indiguirka a un régime nival. 

### Paysage
L'Indiguirka traverse une région où domine la taïga qui est remplacée par une toundra boisée puis la toundra à l'approche de la côte. Dans ce qui est la région habitée la plus froide du monde, le peu d'eau contenu dans le sol et la présence du permafrost ne permettent pas à des plantes de grande taille de se développer : c'est le royaume des mousses, du lichen, des fougères et des arbrisseaux.

## Géographie humaine

### Agglomérations
- Oust-Nera, Khondou, Droujina, Tchokourdakh, Tabor

### Économie et tourisme
Le bassin de l’Indiguirka traverse des placers aurifères : la colonie d'Oust-Nera, ancien camp de chercheurs d'or, est la plus grosse localité de la région.
L’Indiguirka abrite une grande variété de poissons : les plus appréciés pour leur chair sont ceux de l'espèce des coregoninae, tels le corégone blanc, le chir, le muksun, l’inconnu (variété Stenodus Nelma), l’omoul,  etc. Le fleuve a d’ailleurs donné son nom à une salade de poissons congelés.
L'Indiguirka a été descendu à deux reprises en kayak par une équipe dirigée par A. Glouchkov. Dans les rapides des Monts Tcherski, les équipages de 2 canoës se sont noyés dans les années 1930.